# Rhyacophila mayaensis
Rhyacophila mayaensis är en nattsländeart som beskrevs av Kobayashi 1973. Rhyacophila mayaensis ingår i släktet Rhyacophila och familjen rovnattsländor. Inga underarter finns listade i Catalogue of Life.